# 山川駅
山川駅（やまかわえき）は、鹿児島県指宿市山川（やまがわ）成川にある、九州旅客鉄道（JR九州）指宿枕崎線の駅である。駅名標の駅アイコンは「ツマベニチョウ」。

## 概要
旧・山川町の代表駅。隣の指宿駅と共に指宿枕崎線の運行の拠点となっている。鹿児島中央駅方面からの多くの列車が当駅で折り返し、この先枕崎駅方面は本数が大幅に減る。
JRグループの有人駅は当駅が最南端に位置し、駅前には「JR日本最南端の有人駅」の標柱がある（指宿枕崎線としてはこの先の西頴娃駅も有人である）。2016年3月26日に一旦無人化され、最南端の有人駅が指宿駅に移ったため、板で文字の部分を覆い隠す処置がとられていたが、同年10月3日より簡易委託駅として窓口営業が一部再開されたことで、板が取り外された。1945年10月25日にそれまで日本領であった台湾の領有権を喪失してから1960年3月22日に西大山駅が開業するまでは日本最南端の駅であった。
市町村合併に伴い現在は指宿市となっているが、旧揖宿郡山川町の時代から一貫して町名、地名とも「やまがわ」であり、駅名は「やまかわ」と濁らない。

## 歴史
山川への鉄道は、昭和に入ってから建設が進み、1930年（昭和5年）に西鹿児島（後の鹿児島中央駅） - 五位野間を皮切りに延長工事が進み、1936年（昭和11年）3月25日に山川までの区間が指宿線として全通した。開通当初の駅舎は木造で、宿舎や浴場も備えているものであった。さらに、南薩鉄道（鹿児島交通）の加世田 - 枕崎間延伸工事に合わせ、山川と枕崎を結ぶ鉄道が企画され、鹿児島南海鉄道が設立されて1928年（昭和3年）2月13日には免許も得ていたが、その後事情により会社は解散された。
第二次世界大戦後、枕崎線、あるいは指宿新線の名前で1957年（昭和32年）に延長工事に着工し、1960年（昭和35年）3月22日に山川 - 西頴娃間が開通した。1963年（昭和38年）10月31日に枕崎までが全通し、路線名が指宿枕崎線に改称された。こうした延長工事により山川駅の果たす役割が大きくなったこともあり、1964年（昭和39年）に駅舎が建て替えられ、鉄筋コンクリート造のものとなった。
この頃、博多と結ぶ準急「かいもん」、宮崎と結ぶ準急「錦江」などが設定され、優等列車が山川へ運行されるようになった。その後急行となり、廃止されていた時期を挟みながら運行が継続されていたが、1980年（昭和55年）10月になり廃止となった。また貨物営業もこの時点で廃止となった。
指宿市に合併前の山川町では、路線や駅の廃止の危機を感じ、JR利用促進の対策を考え、1993年（平成5年）より町職員の鹿児島市への出張をJR利用に切り替え、1995年（平成7年）には駅付近に町営無料駐車場を整備し、また駅での定期券購入を呼び掛けるなどの対策を実施してきた。しかし1994年（平成6年）4月1日には直営駅から委託駅となり、2016年（平成28年）3月26日には駅が無人化された。指宿市では、観光客にとっても重要な拠点であると判断して、JR九州から簡易委託を受けて、地元の女性グループに依頼して同年10月3日から平日朝夕に時間帯を限定して再び窓口営業を実施するようになった。

### 年表

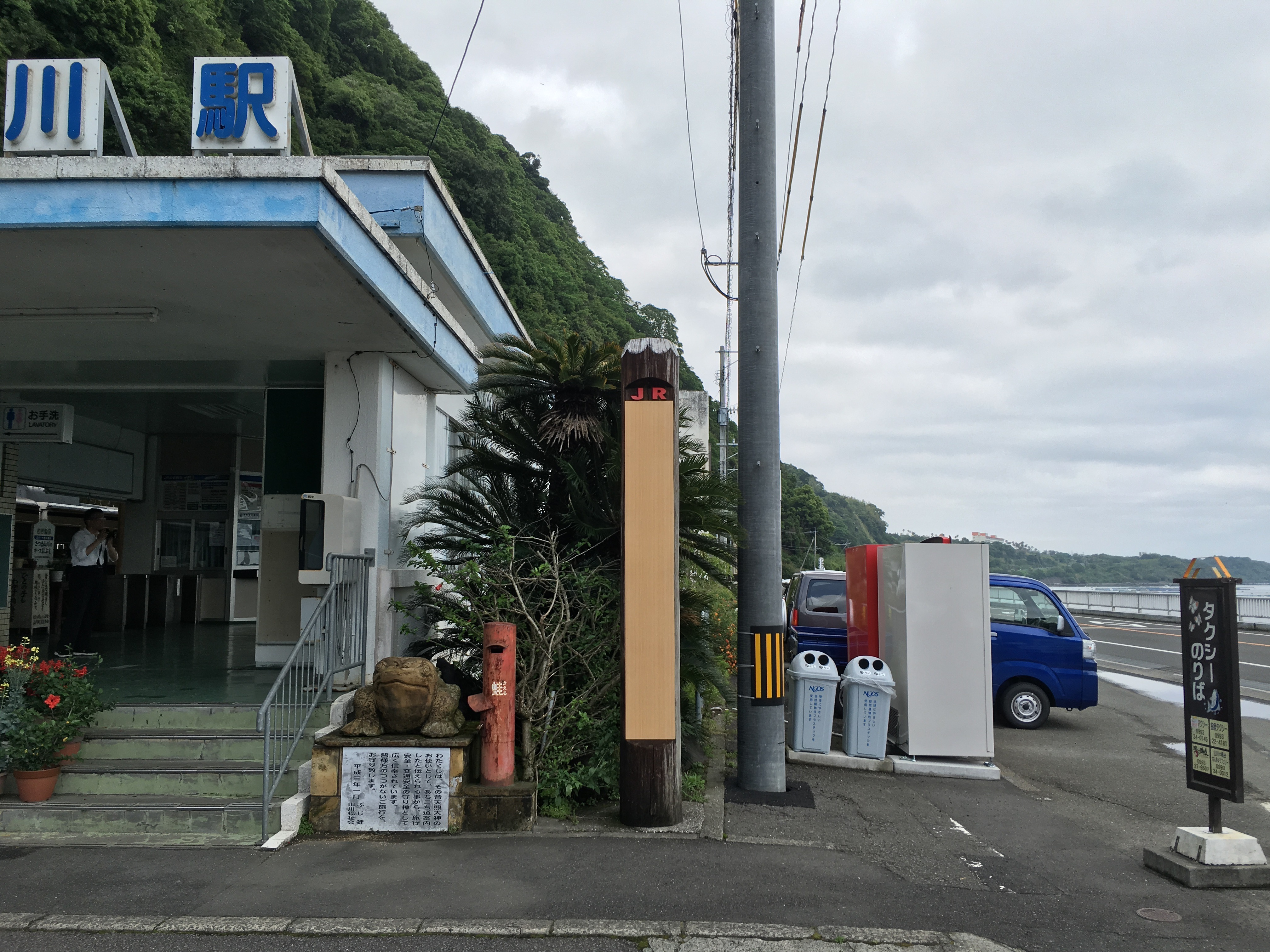
無人化されていた時期には、標柱の日本最南端の有人駅の部分が板で覆い隠されていた（2016年5月）

- 1936年（昭和11年）3月25日：指宿 - 当駅間開通に合わせ[5]、鉄道省が終着駅として開設、一般駅[11]。
- 1945年（昭和20年）3月29日：空襲により、初代駅本屋が全焼[要出典]。
- 1959年（昭和34年）9月：博多 - 山川間を直通する準急「かいもん」運転開始[3]。
- 1960年（昭和35年）3月22日：当駅 - 西頴娃間開通[5]。中間駅となる。
- 1961年（昭和36年）10月：宮崎 - 山川間を直通する準急「錦江」運転開始[3]。
- 1963年（昭和38年）10月31日：枕崎まで全通し、路線名が指宿枕崎線に改称される[5]。
- 1964年（昭和39年）：駅舎が鉄筋コンクリート造のものに建て替えられる[4]。
- 1980年（昭和55年）10月1日：貨物営業廃止[5]、旅客駅となる[11]。
- 1985年（昭和60年）3月14日：荷物営業廃止[11]。
- 1987年（昭和62年）4月1日：国鉄分割民営化により九州旅客鉄道の駅になる[11]。
- 1994年（平成6年）4月1日：委託駅化される[8]。
- 2016年（平成28年）
  - 3月26日：無人化[1][9][12][13]。
  - 10月3日：指宿市が簡易委託を受けて平日の朝夕に限り窓口業務を再開[1][10]。

## 駅構造
1964年（昭和39年）に建て替えられた鉄筋コンクリート造の駅舎が供用されている。駅舎の壁には、タイル張りのツマベニチョウが描かれている。
相対式ホーム2面2線を有する地上駅。互いのホームは構内踏切で連絡している。1番のりばと2番のりばに方面の区別はないが、1番ホーム（駅舎側）5両分、2番ホーム3両分と、1番ホームの方が長くなっている。主に1番のりばを利用し、列車交換などで到着時に1番のりばが空いていない時に2番のりばを使用する。この1番ホーム指宿駅寄りにはかつて当駅までの貨物営業があった頃まで使用された貨物積み下ろしホームや運搬通路・職員詰所の跡が現在も残っている。
指宿市がJR九州から委託を受け、地元住民が駅業務を行う簡易委託駅である。営業時間は平日のみ、16 - 18時となる。自動券売機が設置されている。自動券売機は現金（紙幣は1,000円のみ）のみ対応でオレンジカードは使用できない。

### のりば
| 番線 | 路線        | 方向 | 行先                       |
| ---- | ----------- | ---- | -------------------------- |
| 1    | ■指宿枕崎線 | 下り | 西頴娃・枕崎方面           |
| 2    | ■指宿枕崎線 | 上り | 指宿・喜入・鹿児島中央方面 |

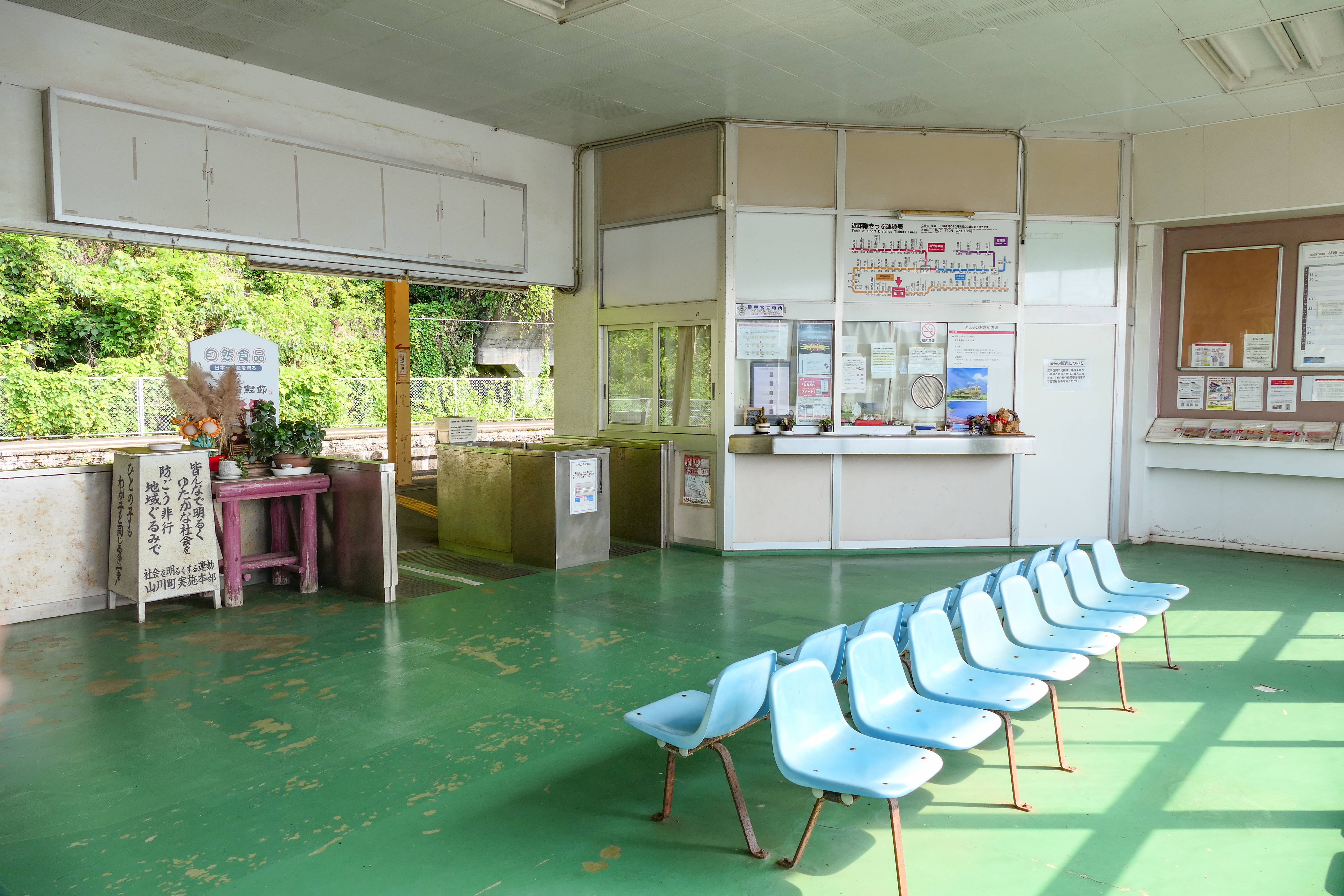
改札口と待合室（2023年5月）
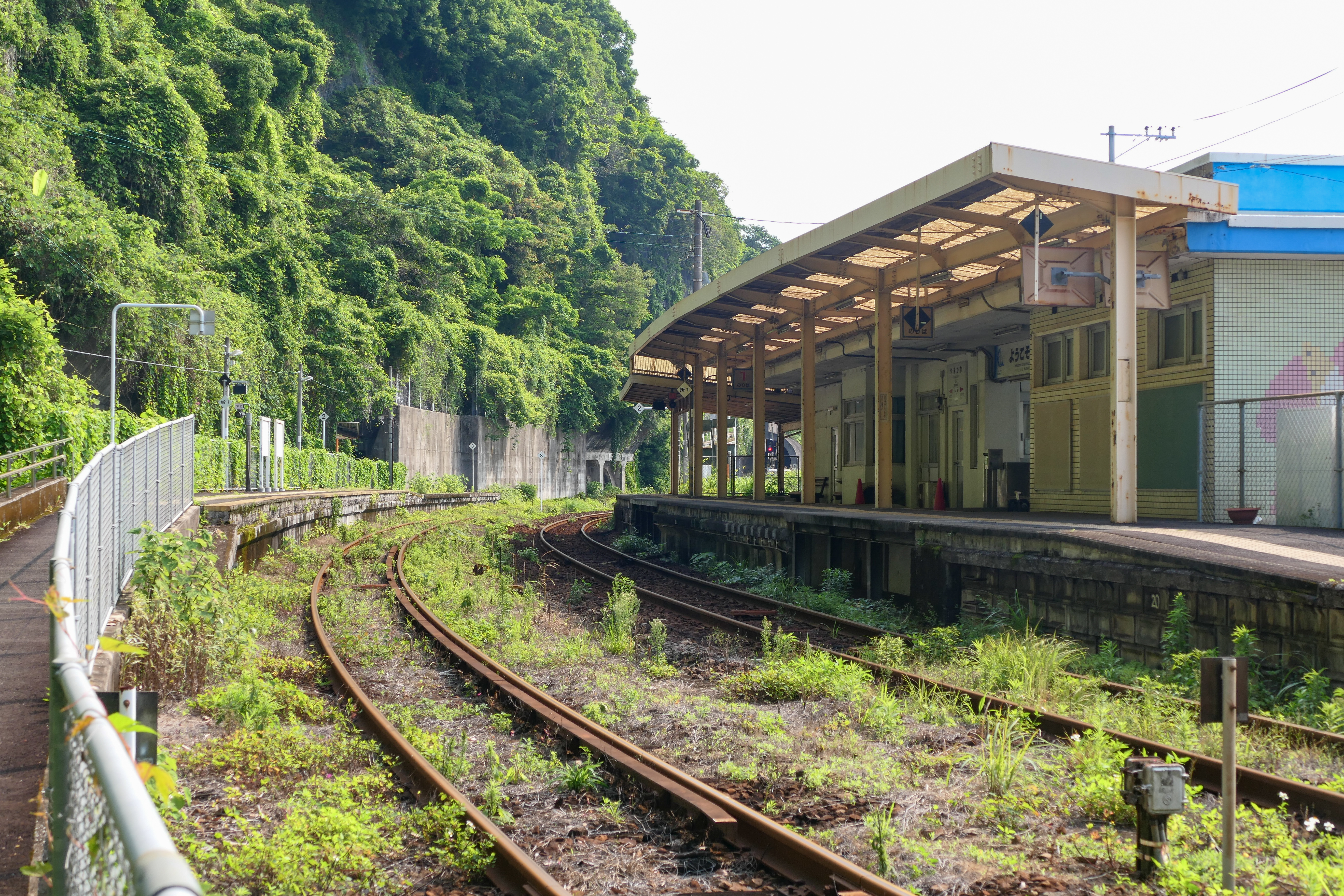
ホーム（2023年5月）
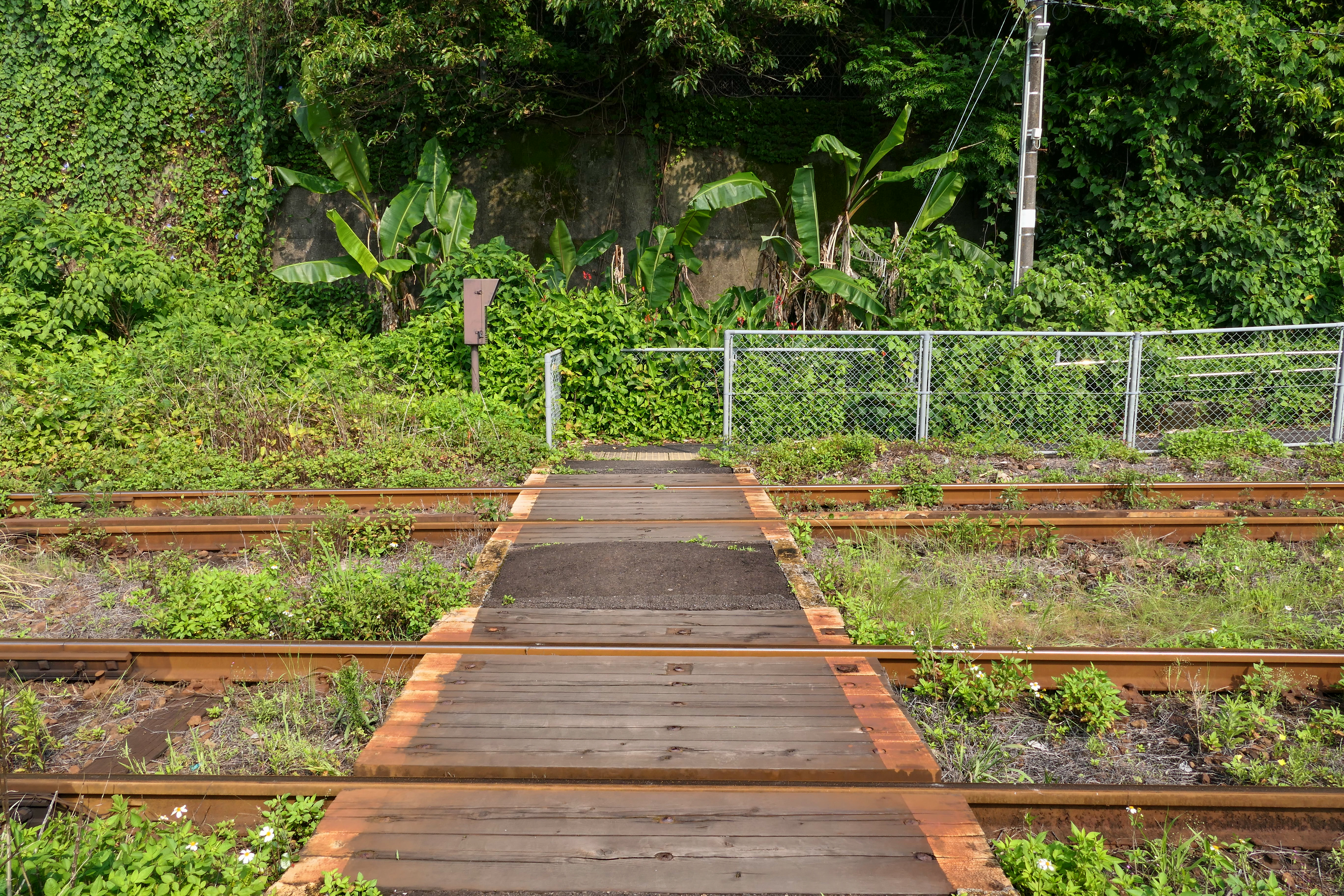
構内踏切（2023年5月）
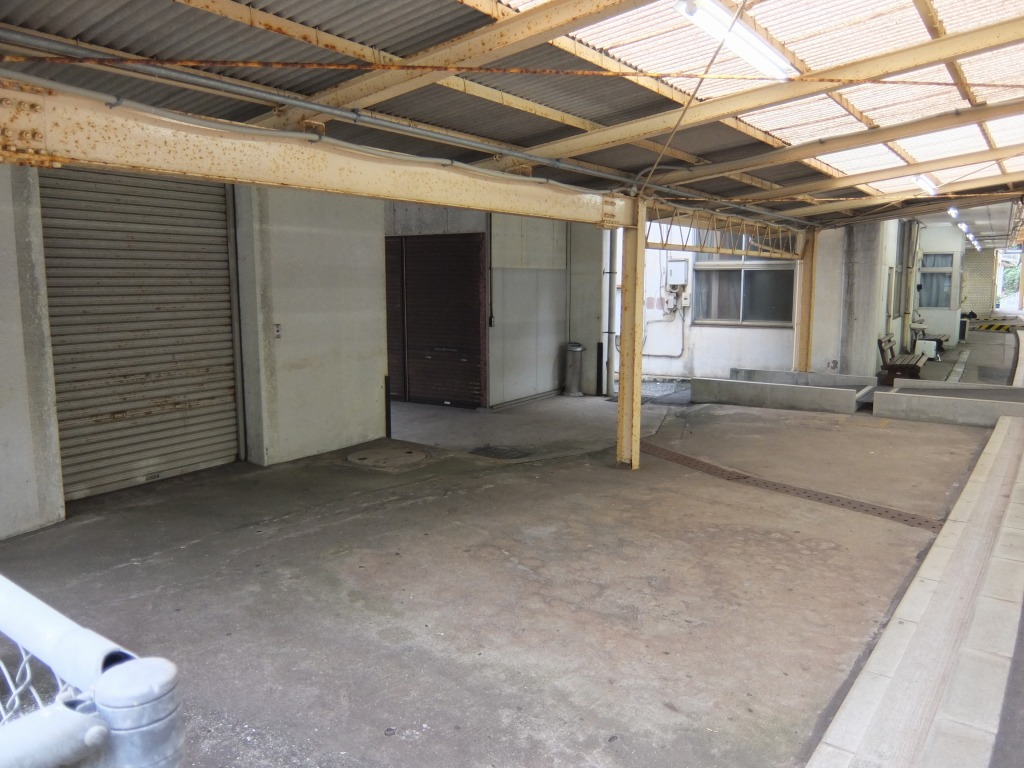
貨物取扱い当時の貨物ホーム跡（2018年3月）
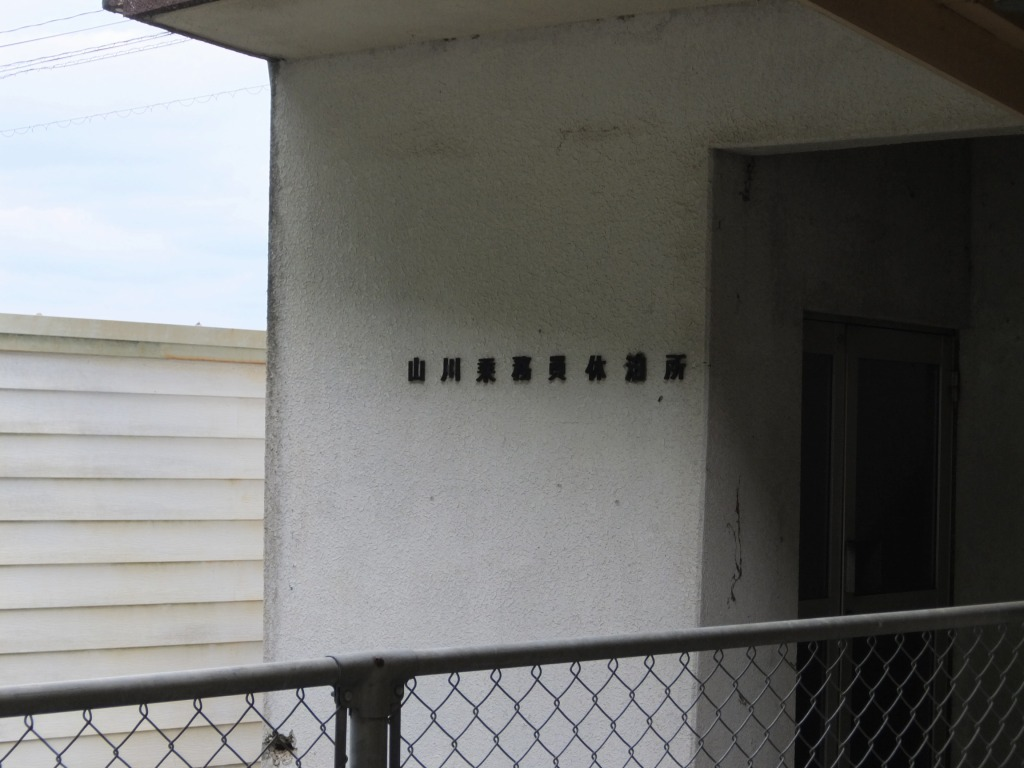
1番ホームに残る乗務員休憩所跡（2018年3月）[注釈 1]

## 利用状況
2015年度の1日平均乗車人員は188人である。
| 年度   | 1日平均 乗車人員 | 1日平均 乗降人員 |
| ------ | ---------------- | ---------------- |
| 2003年 | 414              |                  |
| 2004年 | 402              |                  |
| 2005年 | 383              | 770              |
| 2006年 | 345              | 688              |
| 2007年 | 290              | 576              |
| 2008年 | 252              | 505              |
| 2009年 | 223              | 449              |
| 2010年 | 251              | 504              |
| 2011年 | 249              | 497              |
| 2012年 | 222              | 443              |
| 2013年 | 226              | 450              |
| 2014年 | 206              | 409              |
| 2015年 | 188              | 374              |

## 駅周辺

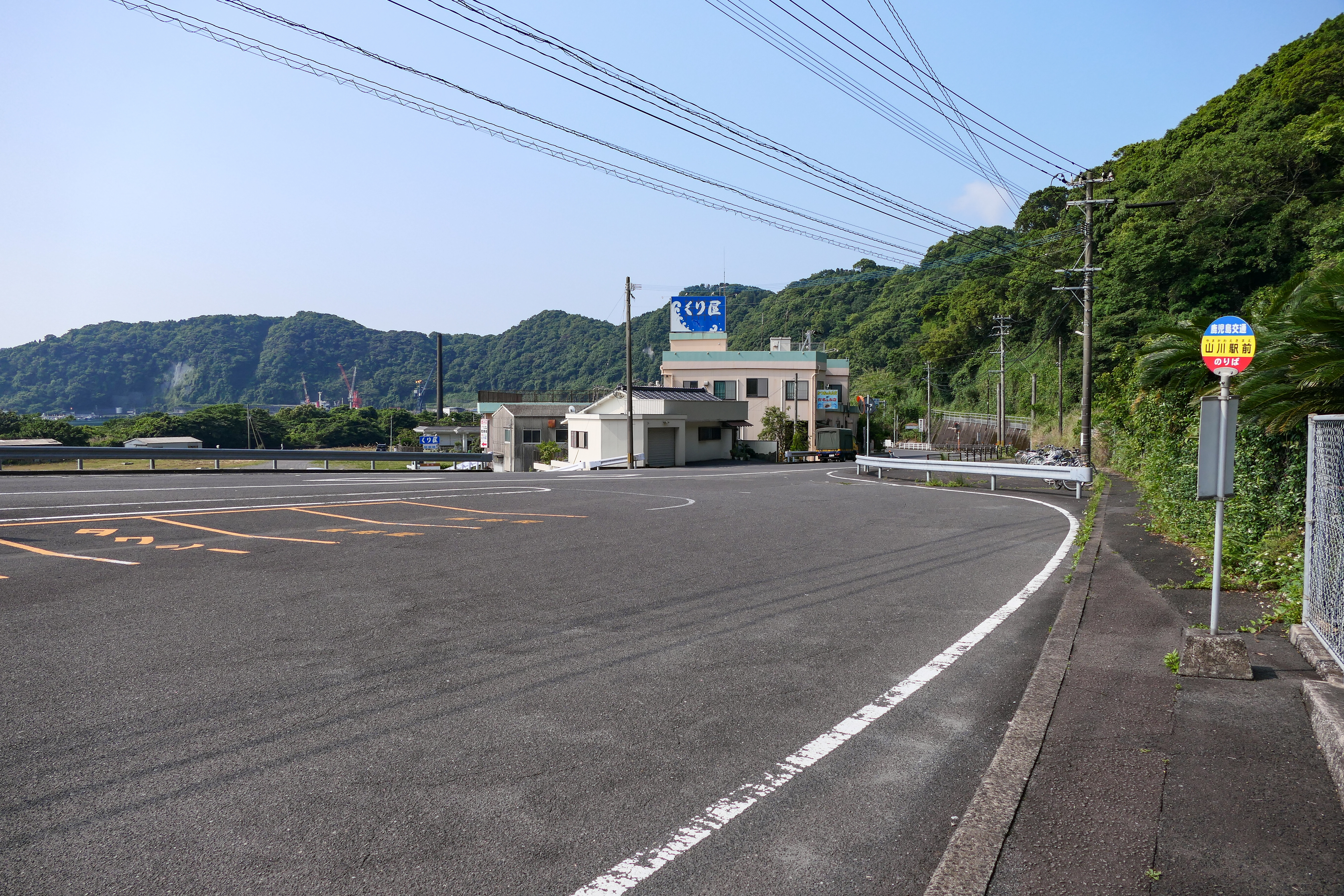
駅前ロータリーと山川駅前バス停（2023年5月）

山川湾沿いにあり、湾に沿って国道269号が通る。湾の反対側は山に面するが、その裏側には田畑や集落が広がる。その集落を抜けると鰻池や鰻温泉に至る。
- 山川漁港
- 山川造船鉄工
- 成川公園
- 成川郵便局
- 南方神社（成川南方神社）
- 国道269号

## バス路線
国道269号沿いに「山川駅前」停留所があり、鹿児島交通と指宿市コミュニティバス「イッシーバス」の路線が経由する。
鹿児島交通
- 空港連絡バス（鹿児島空港 - 山川・指宿線）
  - 鹿児島空港    - （※山川桟橋方面は降車専用）
- 各停系統
  - 山川桟橋 / 金生町
  - 東大川（Aコープ前） / なのはな館
  - 池田湖 / 知林ヶ島入口
  - 開聞駅前、山川高校前 / 活お海道

指宿市コミュニティバス「イッシーバス」
- 川尻〜なのはな館線
  - 開聞山麓自然公園前 / なのはな館

## その他
- かつて国鉄バス山川営業所管内を引き継いだJR九州バス（山川線：山川駅 - 開聞駅 - 枕崎駅）が運行されていたが、現在は鹿児島交通が運行する[15]。
- 国鉄バスのターミナルとして現在の山川桟橋付近に国鉄山川港駅と併設の山川港観光案内所があり、列車の指定券や周遊券などを販売していた。[16]
- NHK『六角精児の呑み鉄本線・日本旅』の「秋・指宿枕崎線を呑（の）む！」の回では、六角精児が当駅で下車し、駅前の田村合名会社の焼酎工場を訪れている[17]。

## 隣の駅
九州旅客鉄道（JR九州）
■指宿枕崎線
■快速「なのはな」
指宿駅 - 山川駅
■普通
指宿駅 - 山川駅 - 大山駅